# Liste der Gebietsänderungen in Sachsen-Anhalt 2002
Die Liste der Gebietsänderungen in Sachsen-Anhalt 2002 enthält Änderungen an Gemeindegebieten des Landes Sachsen-Anhalt in der Zeit vom 1. Januar 2002 bis zum 31. Dezember 2002. Dazu zählen unter anderem Zusammenschlüsse und Trennungen von Gemeinden, Eingliederungen von Gemeinden in eine andere, Änderungen des Gemeindenamens und Umgliederungen von Teilen einer Gemeinde in eine andere.

## Legende
- Datum: juristisches Wirkungsdatum der Gebietsänderung
- Gemeinde vor der Änderung: Gemeinde vor der Gebietsänderung
- Gebietsänderung: Art der Gebietsänderung
- Gemeinde nach der Änderung: Gemeinde nach der Gebietsänderung
- Landkreis: Landkreis der Gemeinde nach der Gebietsänderung

Die Sortierung erfolgt chronologisch: Datum, kreisfreie Städte, Landkreise, aufnehmende oder neu gebildete Gemeinde. Heute noch bestehende Gemeinden sind farbig unterlegt.

## Liste
| Datum      | Gemeinde vor der Änderung | Maßnahme        | Gemeinde nach der Änderung | Landkreis              |
| ---------- | --- | --------------- | -------------------------- | ---------------------- |
| 01.01.2002 | Endorf Ermsleben Meisdorf Neuplatendorf Pansfelde Reinstedt Wieserode                                                          | Zusammenschluss | Falkenstein/Harz           | Aschersleben-Staßfurt  |
| 01.01.2002 | Friedensau Stegelitz Wörmlitz                                                                                                  | Eingliederung   | Möckern                    | Jerichower Land        |
| 01.01.2002 | Jederitz Nitzow Vehlgast-Kümmernitz                                                                                            | Eingliederung   | Havelberg                  | Stendal                |
| 01.01.2002 | Trautenstein | Eingliederung   | Hasselfelde                | Wernigerode            |
| 01.03.2002 | Beckendorf-Neindorf | Eingliederung   | Oschersleben (Bode)        | Bördekreis             |
| 01.04.2002 | Pulspforde | Eingliederung   | Zerbst                     | Anhalt-Zerbst          |
| 01.04.2002 | Aderstedt Anderbeck Badersleben Dedeleben Dingelstedt am Huy Eilenstedt Eilsdorf Huy-Neinstedt Pabstorf Schlanstedt Vogelsdorf | Zusammenschluss | Huy                        | Halberstadt            |
| 16.04.2002 | Jeßnitz | Namensänderung  | Jeßnitz (Anhalt)           | Bitterfeld             |
| 30.04.2002 | Parchen | Eingliederung   | Genthin                    | Jerichower Land        |
| 09.05.2002 | Zembschen | Eingliederung   | Hohenmölsen                | Weißenfels             |
| 25.05.2002 | Ihleburg | Eingliederung   | Burg                       | Jerichower Land        |
| 01.07.2002 | Remkersleben | Eingliederung   | Klein Wanzleben            | Bördekreis             |
| 01.07.2002 | Lübars | Eingliederung   | Möckern                    | Jerichower Land        |
| 01.08.2002 | Röwitz | Eingliederung   | Kusey                      | Altmarkkreis Salzwedel |
| 04.08.2002 | Badeborn | Eingliederung   | Ballenstedt                | Quedlinburg            |
| 06.08.2002 | Mangelsdorf | Eingliederung   | Jerichow                   | Jerichower Land        |
| 01.12.2002 | Detershagen Niegripp Parchau Schartau                                                                                          | Eingliederung   | Burg                       | Jerichower Land        |